# Een civiele procedure
Een civiele procedure (A Civil Action) is een boek van de Amerikaanse schrijver Jonathan Harr, dat gebaseerd is op de werkelijk gebeurde Woburn-zaak (Anderson v. Cryovac). In 1998 is het boek verfilmd met John Travolta in de hoofdrol.

## Het verhaal
In Woburn, Massachusetts, een voorstad van Boston, overlijden een relatief groot aantal kinderen aan leukemie. Een van de moeders, Anne Anderson, legt een verband tussen de smerige smaak van het drinkwater en de vele gevallen van kinderleukemie. Naast leukemie blijken de inwoners van de stad ook andere vormen van kanker plus kleinere gezondheidsklachten te ontwikkelen. Dit drinkwater blijkt deels afkomstig te zijn van twee nieuwe drinkwaterputten, geslagen door het gemeentelijk waterbedrijf. Dit water bleek uiteindelijk vervuild te zijn met industriële oplosmiddelen, voornamelijk trichloorethyleen (TCE) en perchloorethyleen (PER). De ouders onderzoeken of het mogelijk is een collectieve actie te beginnen tegen de vermoedelijke veroorzakers, W.R Grace en Beatrice Foods.
De zaak wordt uiteindelijk opgepikt door Jan Schlichtmann, een advocaat die een aantal forse schadezaken had gewonnen met zijn controversiële aanpak. Hij gaat ervan uit dat de zaak tegen Beatrice en Grace te winnen moet zijn, of voor een hoog bedrag te schikken. De concerns schakelen echter de beste advocaten in en dus wordt het oorlog. De slepende zaak eist zijn tol: financieel, qua carrière en zelfs qua (lichamelijke en geestelijke) gezondheid van de betrokkenen. 
Schlichtmann ziet zich geconfronteerd met een torenhoge bewijslast. Hij dient onder andere aan te tonen dat de concerns TCE en PER hebben gedumpt op hun land, dat deze stoffen naar het grondwater en uiteindelijk naar de drinkwaterputten zijn gelekt, en dat de stoffen de bewoners van Woburn ziek hebben gemaakt. Hiervoor zijn talloze getuigenverklaringen, land- en watermetingen en gezondheidsonderzoeken nodig, waardoor de kosten de pan uitrijzen. Bovendien kan Schilchtmann hierdoor ook geen tijd meer besteden aan werk dat op korte termijn wel winst zou opleveren. Wanneer de bewijzen tegen Beatrice onvoldoende worden geacht door de jury, kan dit concern de rechtszaak verlaten. Omdat Schlichtmanns kantoor de kosten niet meer kan dragen wordt op een schikking met W.R. Grace aangestuurd.
Zelfs met het honorarium uit de schikking kan Schlichtmanns kantoor maar met moeite quitte draaien. Een aantal gezinnen is bovendien boos en vindt dat Schlichtmann te hoge ontkosten heeft gemaakt dan wel de zaak slecht heeft afgehandeld. Daarbij heeft het kantoor nog een grote onbetaalde belastingschuld, die door boetes en rente voortdurend groeit. Schlichtmann probeert het vonnis van Beatrice aan te vechten door in beroep te gaan, maar ook het Hof van Appel en het Supreme Court wijzen hem af.
Schlichtmann zelf gaat uiteindelijk failliet, maar komt er weer bovenop en specialiseert zich zelfs in vervuilingszaken. Nadien is de Environmental Protection Agency een grootschalige bodemsaneringsoperatie in de vallei gestart, waarvan de kosten, ondanks de andersluidende beslissing in de Woburn-zaak, succesvol op Grace en Beatrice zijn verhaald.